# Lubianka

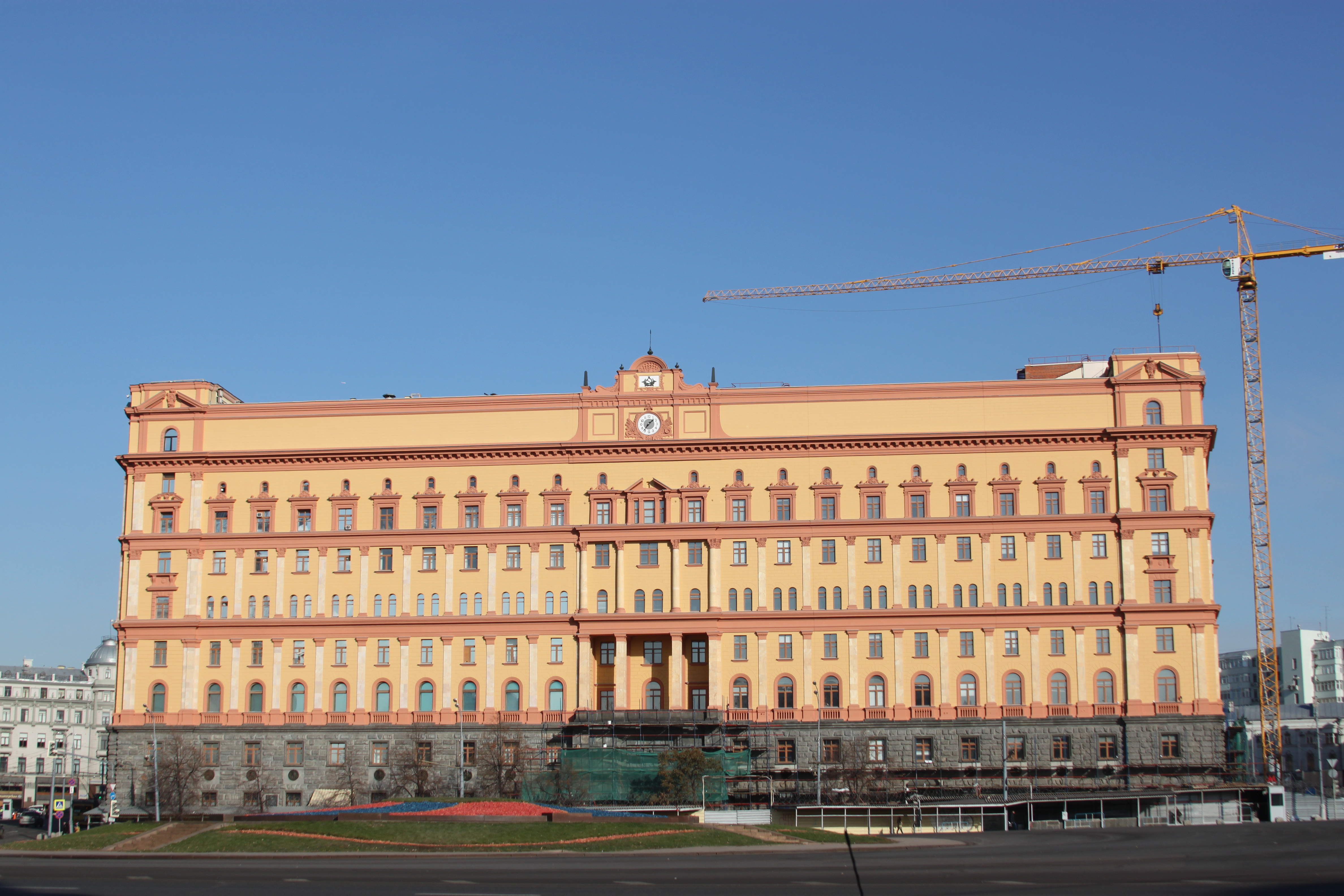
El edificio de la Lubianka en 2014

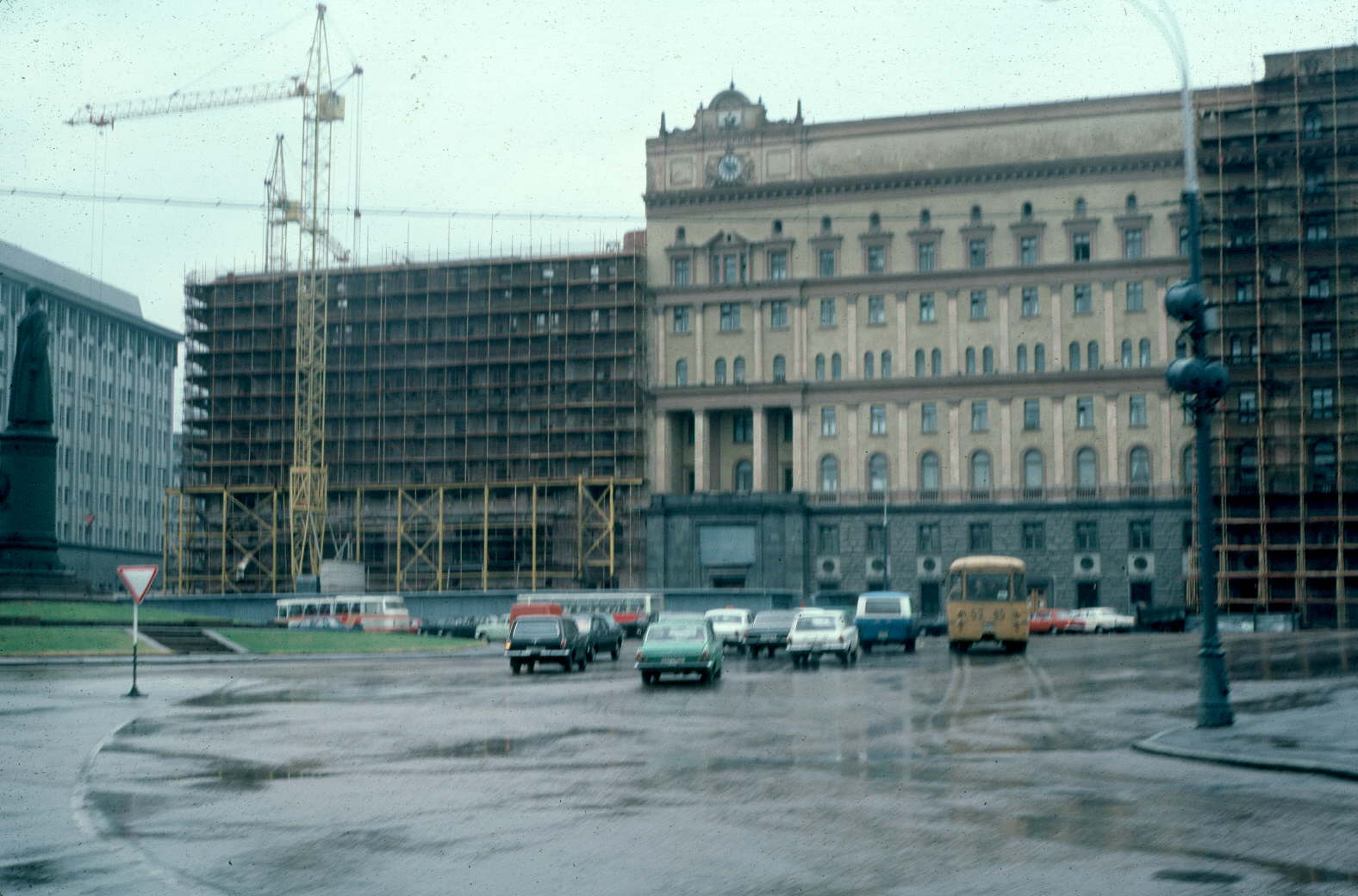
Edificio de la Lubianka en renovación en 1983, con la parte izquierda aún en obras.

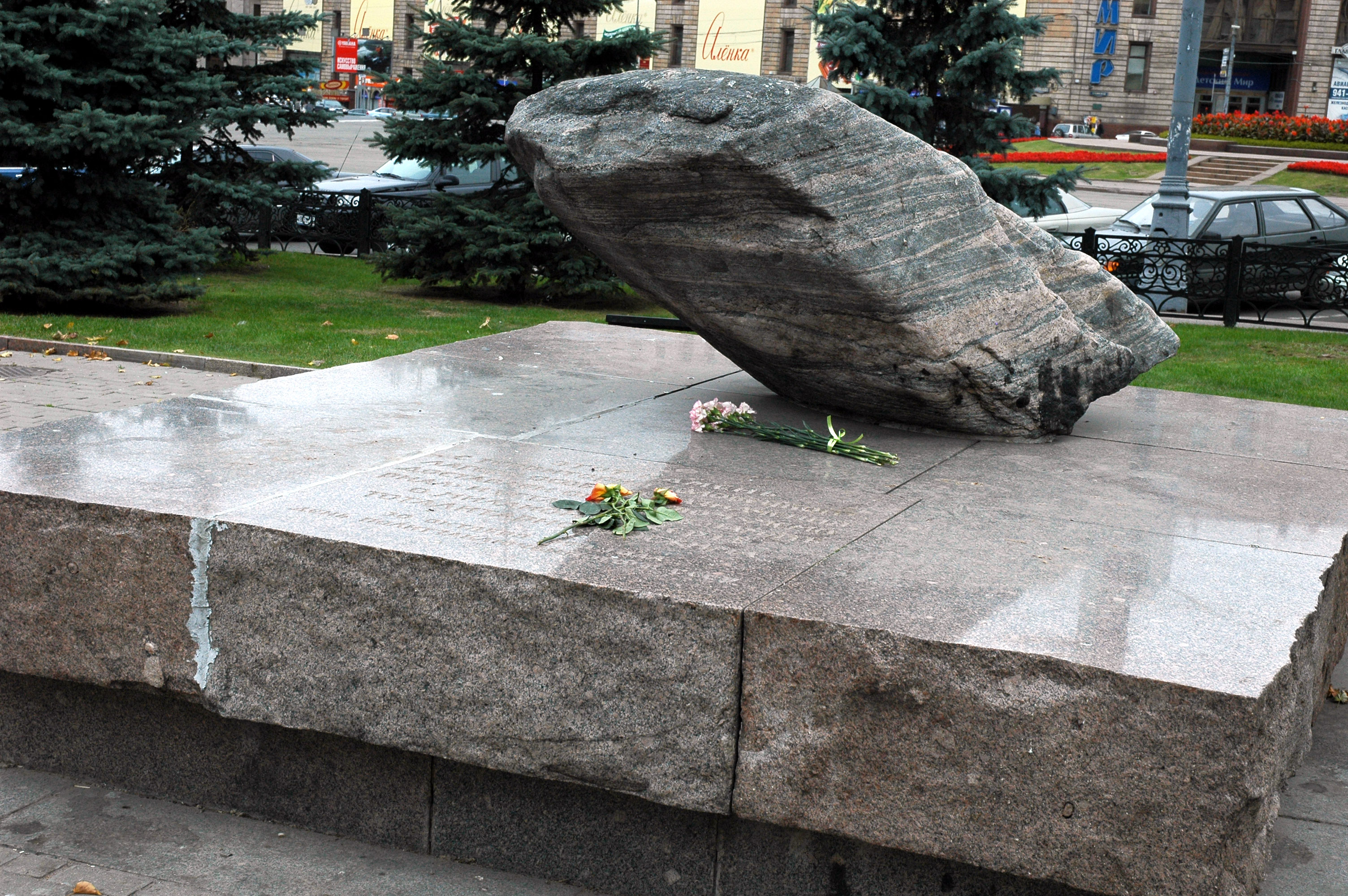
Monumento a las víctimas de la represión política en la Unión Soviética en la plaza Lubianka de Moscú frente al cuartel general del FSB (antes NKVD y KGB), realizado a partir de una roca del campo de trabajos de Solovkí.

Lubianka (en ruso: Лубя́нка) es el nombre popular del cuartel general del Servicio Federal de Seguridad (FSB), anteriormente KGB, y la prisión anexa en la plaza Lubianka de Moscú. Es un enorme edificio con una fachada de ladrillos amarillos, diseñada por Aleksandr Ivanov en 1897 y aumentada por Alekséi Schúsev en el periodo de 1940 a 1947.

## Historia
Lubianka fue construida originalmente en 1898 como un edificio neobarroco destinado a ser la oficina central de la Compañía Aseguradora de Rusia, y fue conocida por sus bellos pisos de duela y muros de color verde pálido.
Con el advenimiento de la Revolución de Octubre, el edificio fue incautado por el nuevo gobierno para ser el cuartel general de la policía secreta, en ese entonces llamada Cheka. Durante la Gran Purga, las oficinas fueron quedando cada vez más apretujadas debido al creciente número de oficiales. En 1940, el más famoso arquitecto soviético, Alekséi Shchúsev, fue comisionado para duplicar su tamaño añadiendo otra planta y eliminando los edificios adyacentes.
A pesar de que los servicios de inteligencia de la URSS cambió de nombre varias veces, su cuartel general permaneció siempre en este edificio y los del servicio de inteligencia, desde Lavrenti Beria hasta Yuri Andrópov, usaron siempre el mismo despacho en el tercer piso, el cual tenía una vista directa a la estatua del fundador de la Checa, Félix Dzerzhinski. La estatua de Dzerzhinski fue retirada por la indignada multitud en 1991 tras el intento de golpe de Estado en la Unión Soviética contra Mijaíl Gorbachov y la plaza recuperó su nombre original.
En 1923, en este edificio estuvo preso el Patriarca Tijon. En distintas épocas por sus celdas pasaron los bolcheviques Nikolái Bujarin, Lev Kámenev y Bela Kun, los militares Mijaíl Tujachevski, Vasili Blücher y Aleksandr Kutépov, el constructor de aviones Andréi Túpolev, el director de teatro Vsévolod Meyerhold, los poetas y escritores Ósip Mandelshtam, Serguéi Yesenin y Aleksandr Solzhenitsyn, así como otros muchos representantes de la política, sociedad y cultura de la URSS.

## Disolución de la KGB
Tras la disolución de la KGB, la Gran Lubianka se convirtió en el cuartel general de la Guardia Fronteriza y albergó una Dirección del Servicio Federal de Seguridad de la Federación de Rusia. Además, se abrió al público un museo de la KGB.
Las celdas en los sótanos de la estructura son referidas en la descripción de los campos de trabajos forzados y del aparato soviético en la novela de Aleksandr Solzhenitsyn (quien fue preso, interrogado y torturado en la Gran Lubianka), Archipiélago Gulag.
Otra descripción importante es la de Vasili Grossman en su novela Vida y destino, donde se describen no solo los medios de interrogación de la NKVD, sino también el sistema de visitas, así como muchos otros aspectos de la policía política durante la Gran Purga y la Segunda Guerra Mundial.